# Albalá
Albalá è un comune spagnolo di 791 abitanti situato nella comunità autonoma dell'Estremadura.